# Pealova úžina
Pealova úžina (angl. Peale Passage) je úžina v Pugetově zálivu, ve státě Washington. Celou svou rozlohou leží v okrese Mason a odděluje od sebe Squaxinský a Hartstenův ostrov. Pojmenována byla Charlesem Wilkesem po Titianu Pealovi, přírodovědci, který se zúčastnil jeho expedice.